# Championnat de France de football de troisième division 2006-2007
Navigation
National 2005-2006 National 2007-2008
Le Championnat de France de football National 2006-2007 a vu la victoire du Clermont Foot qui remporte son 2e titre dans cette compétition.

## Les 20 clubs participants
| \| Paris FC Romorantin Boulogne s/Mer Louhans-C. Entente SSG Clermont-F. Cherbourg Cannes Martigues Sète Beauvais Pau Yzeure Nîmes Raon-l'Étape Toulon Laval Angers Vannes Châtellerault \| Localisation des clubs engagés dans le championnat. |
| Paris FC Romorantin Boulogne s/Mer Louhans-C. Entente SSG Clermont-F. Cherbourg Cannes Martigues Sète Beauvais Pau Yzeure Nîmes Raon-l'Étape Toulon Laval Angers Vannes Châtellerault                                                           |

| \| Entente SSG Paris FC \| Localisation des clubs franciliens engagés en National. |
| Entente SSG Paris FC                                                               |

| - SCO Angers - AS Beauvais - US Boulogne CO - AS Cannes - SO Châtellerault | - AS Cherbourg - Clermont Foot - Entente Sannois Saint-Gratien - Stade lavallois MFC - CS Louhans-Cuiseaux - FC Martigues | - Nîmes Olympique - Pau FC - Paris FC - US Raon - SO Romorantin | - FC Sète - Sporting Toulon Var - Vannes OC - AS Yzeure |

## Classement final

### Classement final
| Rang | Équipe              | Pts  | J  | G  | N  | P  | Bp | Bc | Diff |
| ---- | ------------------- | ---- | -- | -- | -- | -- | -- | -- | ---- |
| 1    | Clermont Foot R     | 82   | 38 | 24 | 10 | 4  | 76 | 42 | +34  |
| 2    | US Boulogne CO      | 75   | 38 | 22 | 9  | 7  | 61 | 35 | +26  |
| 3    | Angers SCO          | 71   | 38 | 20 | 11 | 7  | 53 | 29 | +24  |
| 4    | Stade lavallois R   | 66   | 38 | 19 | 9  | 10 | 59 | 39 | +20  |
| 5    | Nîmes Olympique     | 62   | 38 | 17 | 11 | 10 | 52 | 43 | +9   |
| 6    | Paris FC P          | 59   | 38 | 15 | 14 | 9  | 48 | 34 | +14  |
| 7    | FC Sète R           | 57   | 38 | 16 | 9  | 13 | 46 | 46 | 0    |
| 8    | CS Louhans-Cuiseaux | 56   | 38 | 16 | 8  | 14 | 49 | 49 | 0    |
| 9    | AS Beauvais P       | 50   | 38 | 14 | 8  | 16 | 50 | 53 | -3   |
| 10   | SO Romorantin       | 48   | 38 | 12 | 12 | 14 | 48 | 60 | -12  |
| 11   | Entente SSG         | 43   | 38 | 10 | 13 | 15 | 43 | 46 | -3   |
| 12   | AS Cherbourg        | 42   | 38 | 10 | 12 | 16 | 40 | 50 | -10  |
| 13   | AS Cannes           | 42-3 | 38 | 11 | 12 | 15 | 43 | 52 | -9   |
| 14   | FC Martigues P      | 42   | 38 | 9  | 15 | 14 | 24 | 35 | -11  |
| 15   | Vannes OC           | 42-3 | 38 | 13 | 6  | 19 | 42 | 55 | -13  |
| 16   | Pau FC              | 41   | 38 | 9  | 14 | 15 | 46 | 58 | -12  |
| 17   | Sporting Toulon Var | 39   | 38 | 9  | 12 | 17 | 37 | 45 | -8   |
| 18   | US Raon L'Etape     | 38   | 38 | 8  | 14 | 16 | 40 | 47 | -7   |
| 19   | SO Châtellerault    | 35-3 | 38 | 8  | 14 | 16 | 35 | 46 | -11  |
| 20   | AS Yzeure P         | 29   | 38 | 6  | 11 | 21 | 44 | 72 | -28  |

Promotions et relégations
- Promotion en Ligue 2 2007-2008
- Relégation en CFA 2007-2008

Abréviations
- P : Promu de CFA 2005-2006
- R : Relégué de Ligue 2 2005-2006
- -1 : Point(s) de pénalité reçu(s)

Victoire à 3 points.
- En cas d'égalité de points, les équipes sont départagées à la différence de buts particulière.
- Ce classement tient compte des trois points de pénalité infligés par la DNCG à Cannes, Châtellerault et Vannes.

### Classement des buteurs
Le tableau suivant liste les joueurs selon le classement des buteurs pour la saison 2006-2007 de National.
| Rang | Buteur               | Club           | Buts Note 1 | Pen. Note 2 | Ratio Note 3 |
| ---- | -------------------- | -------------- | ----------- | ----------- | ------------ |
| 1    | Grégory Thil         | US Boulogne CO | 31          | 6           | 0,82         |
| 2    | Fabrice Do Marcolino | Angers SCO     | 26          | 5           | 0,68         |
| 3    | Paul Alo'o Efoulou   | Entente SSG    | 23          | 3           | 0,62         |

| Mis à jour au 25 mai 2007. 1 : Nombre de buts inscrits incluant le nombre de pénaltys 2 : Nombre de pénaltys 3 : Ratio (buts inscrits/matchs joués) |